# Original Tiroler Echo
Original Tiroler Echo ist eine volkstümliche Musikgruppe aus Tirol in Österreich.

## Bandgeschichte
Die Band wurde 1978 um Leiter Luis Plattner gegründet. Im Laufe der Jahre wechselten die Musiker häufig. Einziges weiteres verbliebenes Originalmitglied ist Gerhard Kometer. Seit 1988 erscheinen regelmäßig Tonträger der Gruppe über das Volksmusik-Label MCP Records. Ihre erfolgreichsten Titel sind Sterne am Himmel und Maria Magdalena (geschrieben von Felix Eduard Strasser).
Die Gruppe trat in verschiedenen Volksmusik-Fernsehsendungen auf, so unter anderem bei Karl Moik und Melodien der Berge.
Ihr einziger Charterfolg in Österreich ist das Album Ein Gruß aus den Bergen, das am 9. März 2018 Platz 20 der österreichischen Charts erreichte und fünf Wochen in den Charts blieb.
Die Gruppe tritt seit 1996 als Begleitband für Hansi Hinterseer auf.
Das 40-jährige Jubiläum feierte die Gruppe 2018 mit zwei Konzerten in ihrer Heimat Thaur.

## Musikstil
Das Original Tiroler Echo spielt vorwiegend volkstümliche Musik mit Harmonika, Akkordeon, Gitarre und bis zu zwei Bässen. Neben der Tiroler Musik spielen sie auch Oberkrainer Musik. Unter anderem nahmen sie mit Hansi Hinterseer das Hirtenlied von Slavko Avsenik auf.

## Diskografie
- 1988: An Tanz mit dir (MCP)
- 1990: I schick dir a Busserl (MCP)
- 1993: Wenn die Sonn vom Himmel lacht (MCP)
- 1995: Nimm dir Zeit für'd Musig (MCP)
- 2000: Mander es isch Zeit (MCP)
- 2001: Die schönste Zeit ist Weihnacht mit dem Tiroler Echo (MCP)
- 2002: Immer noch guat drauf (MCP)
- 2003: Ich lieb’ die Sterne (MCP)
- 2004: Almkinder (MCP)
- 2007: A bärige Musig (MCP)
- 2010: Ich zieh’ mit den Wolken (VM Records)
- 2013: Du bist mei Schatzerl – Echt bärig (MCP)
- 2018: Ein Gruß aus den Bergen (MCP)

### Kompilationen
- 1994: Ihre größten Erfolge (20 Originalaufnahmen) (Tyrolis Music)
- 1998: 20 Jahre – 20 Hits
- 2002: Die großen Erfolge (MCP)
- 2004: Herzlichst (MCP)
- 2009: Diamanten der Volksmusik (Box-Set, Euro Trend)
- 2010: Die Sterne am Himmel (3-CD-Box, Euro Trend)
- 2016: 20 große Erfolge (MCP)
- 2020: Gold-Edition (MCP)
- Unbekanntes Jahr: Die größten Erfolge (Euro Trend)
- Unbekanntes Jahr: Unsere großen Erfolge (VM Records, 4-CD-Box)

### Singles
- 1990: Die Sterne am Himmerl (Ariola)
- 2001: Was ist passiert? (MCP)